# Paul Radaody Ralarosy
Paul Radaody-Ralarosy, né le 29 septembre 1908 à Tananarive et mort à Villejuif le 1er juillet 1973, est un médecin et pasteurien malgache. 

## Biographie
Il est issu d'une famille où la place de l'État et de l'Église revêt une grande importance. Fils d'un gouverneur de l'Administration Indigène et petit-fils d'un tout premier médecin malgache, il fait partie des rares Malgaches à pouvoir continuer ses études durant la période correspondante.
En 1928, il passe son baccalauréat ès-lettres classiques à Tananarive puis obtient son certificat d'études supérieures de physique, chimie et sciences naturelles à la faculté des sciences de Montpellier. Il est externe des Hôpitaux de Montpellier en 1932 et interne des Hôpitaux de Nîmes deux ans après.
En 1936 il épouse Émilie Ramamonjisoa avec laquelle il aura un enfant, René, né en 1937.
Entre 1936 et 1938 il suit, comme lauréat de la Fondation Roux, le cours de microbiologie de l'Institut Pasteur, dirigé par René Legroux. Puis, grâce à une bourse obtenue avec l'appui d'Émile Marchoux, prolonge son séjour à l'Institut Pasteur, par un stage auprès d'Alfred Boquet, au service de la tuberculose, et de Jean Bablet, au laboratoire d'anatomie pathologique. Dans l'année 1938 il soutient son doctorat en médecine sur : Du placenta : évolution, structure physiologique et recherches histo-chimiques sur le comportement à son niveau de quelques médicaments anti-syphilitiques, travail couronné par le prix décennal Anonyme de l'Académie nationale de médecine. Puis, il entre à la Société des sciences médicales de Madagascar. Il en devient le trésorier en 1948 et le président en 1968.
À la demande de Georges Girard, il est nommé de 1938 à 1950 chef des laboratoires d'anatomie pathologique et de recherches sur la tuberculose à l'Institut Pasteur de Madagascar. Ses premiers travaux portent sur le BCG et les tumeurs cancéreuses.
Il est élu secrétaire du Syndicat de la presse de Madagascar de 1939 à 1949 et est rédacteur en chef du Bulletin Médical Malgache de 1941 à 1946. Entre 1941 et 1954 il consacre plusieurs publications à l'histoire de la médecine malgache et rédige les notices biographiques de plusieurs médecins malgaches : Ranaivo d'Isotry, Ramisiray, J. Rajoelina, H. Rafidison, Ch. Ranaivo. Il est membre du comité de rédaction de la Revue de Madagascar de 1945 à 1949.
De 1949 à 1951, il effectue une série de stages à l'Institut Pasteur (Paris) : en microbiologie avec J. Dumas, au service de la lèpre avec Roland Chaussinand, au service d'optique avec Pierre Manigault. Il fréquente aussi le service d'hématologie de l'Hôpital Broussais. En 1950 il devient membre de la Société de pathologie exotique (SPE). Il dirige les laboratoires de la microbiologie générale, de l'anatomie pathologique, de l'hématologie et de la rage, à l'Institut Pasteur de Madagascar de 1951 à 1955.

## Direction
Il dirige les laboratoires de la microbiologie générale et de l'hématologie à l'Institut Pasteur de Madagascar. Ses recherches portent sur le sang de la population malgache, et plus particulièrement sur l'éosinophilie et ses incidences pathologiques à Madagascar ; sur l'étude des bacilles pesteux atténués ; sur le cancer (période de 1956 à 1968). Il est élu de 1946 à 1960 président de la Société mutuelle du corps médical malgache. En 1947 il est nommé médecin principal de 2e classe du cadre local de l'AMI, à la demande de J. Robic, directeur du service de santé.
L'année 1948 marque son entrée comme membre associé de l'Académie malgache. Il est fait chevalier de la Légion d'honneur et participe à une mission d'étude des groupes sanguins dans la région de Fianarantsoa (Madagascar). En 1957 il est nommé chef du Service de coordination sanitaire au ministère de la Santé publique de Madagascar. En 1958 il est élu président du Lion's Club international.
De 1958 à 1973, il est président de l'Académie nationale malgache. Il est le premier Malgache à occuper cette fonction.
Directeur général, puis inspecteur général de la Santé publique de Madagascar de 1960 à 1968, il fonde en 1960 l'Association internationale des historiens et archivistes de l'Océan Indien dont il est le président. Il est nommé conseiller technique à l'Institut Pasteur de Madagascar de 1969 à 1973 et est élu président de la Société de biologie de Madagascar dont il est l'un des fondateurs de 1961 à 1973. En 1970 il est promu officier de l'Ordre national malgache.
Il prononce en 1968 devant l'Académie malgache, l'éloge funèbre de J. Robic, son second directeur à l'Institut Pasteur de Madagascar et publie notamment un article sur le naturaliste Mose Bibikely, sur le médecin Gershon Ramisiray, un troisième sur Proverbes et pathologie.
Il meurt à Villejuif le 1er juillet 1973.